# Lenomyrmex wardi
Lenomyrmex wardi is een mierensoort uit de onderfamilie van de Myrmicinae. De wetenschappelijke naam van de soort is voor het eerst geldig gepubliceerd in 1999 door Fernández & Palacio.